# Zdislavice

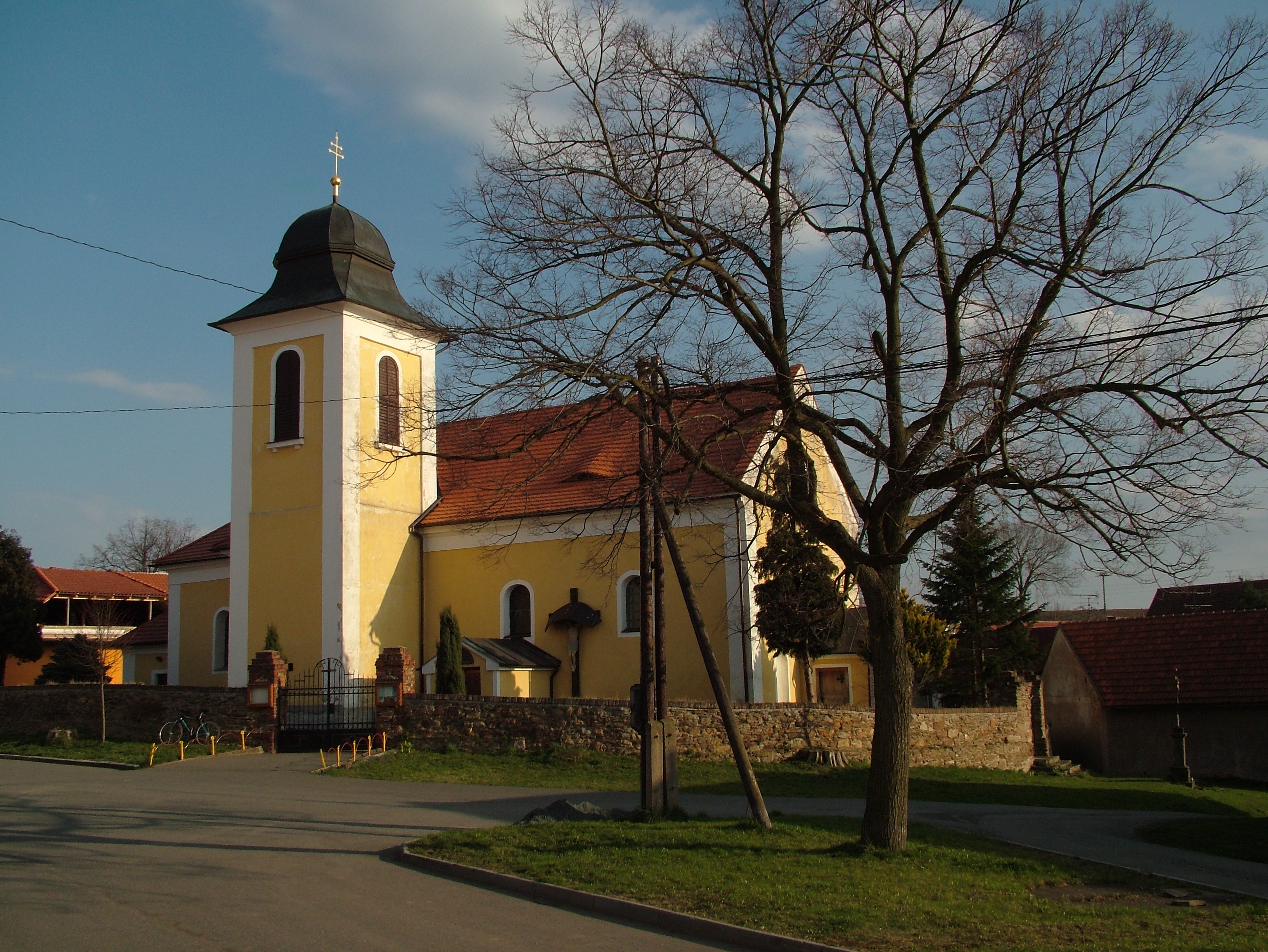
Kirche St. Peter und Paul

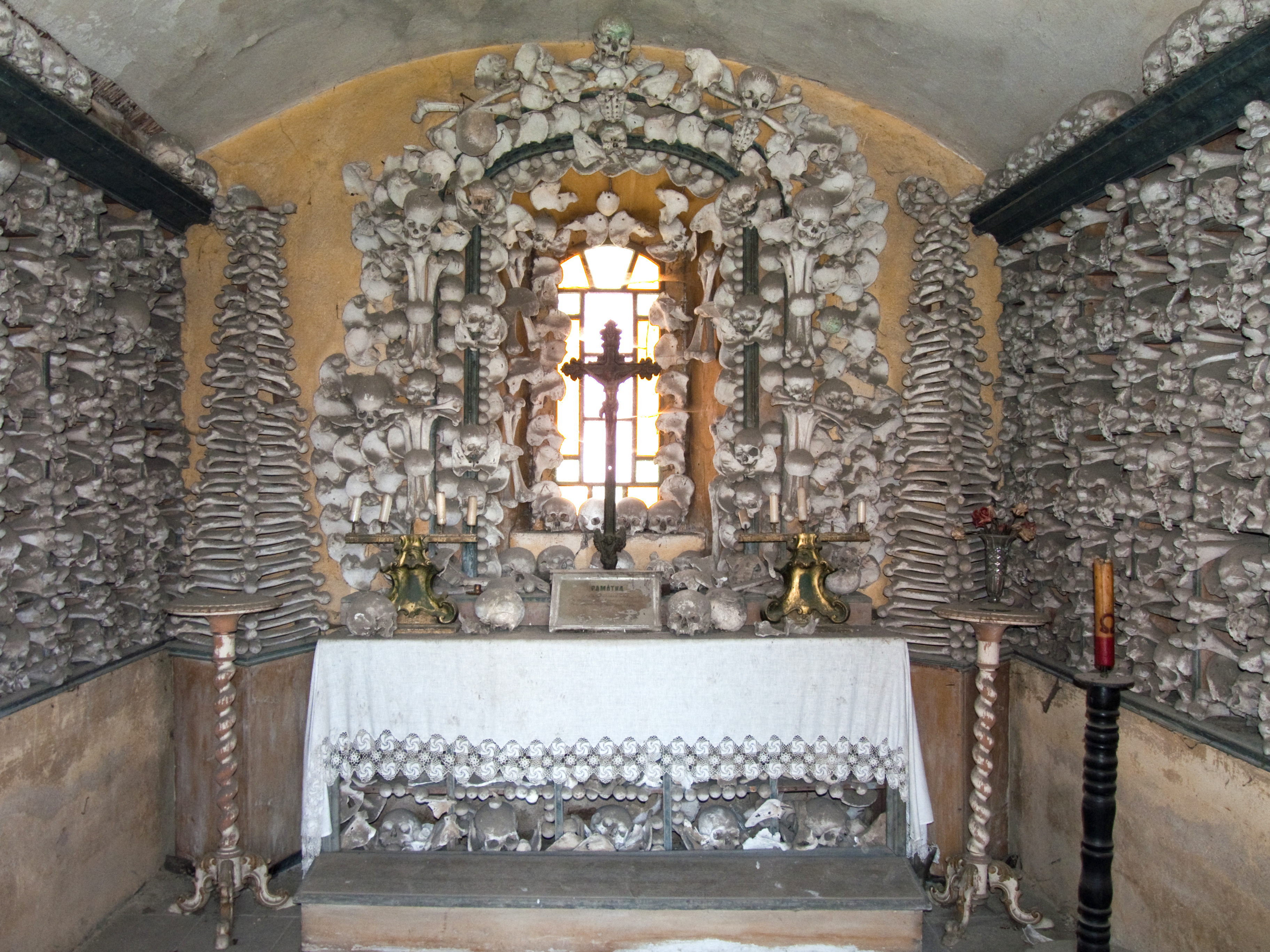
Ossarium

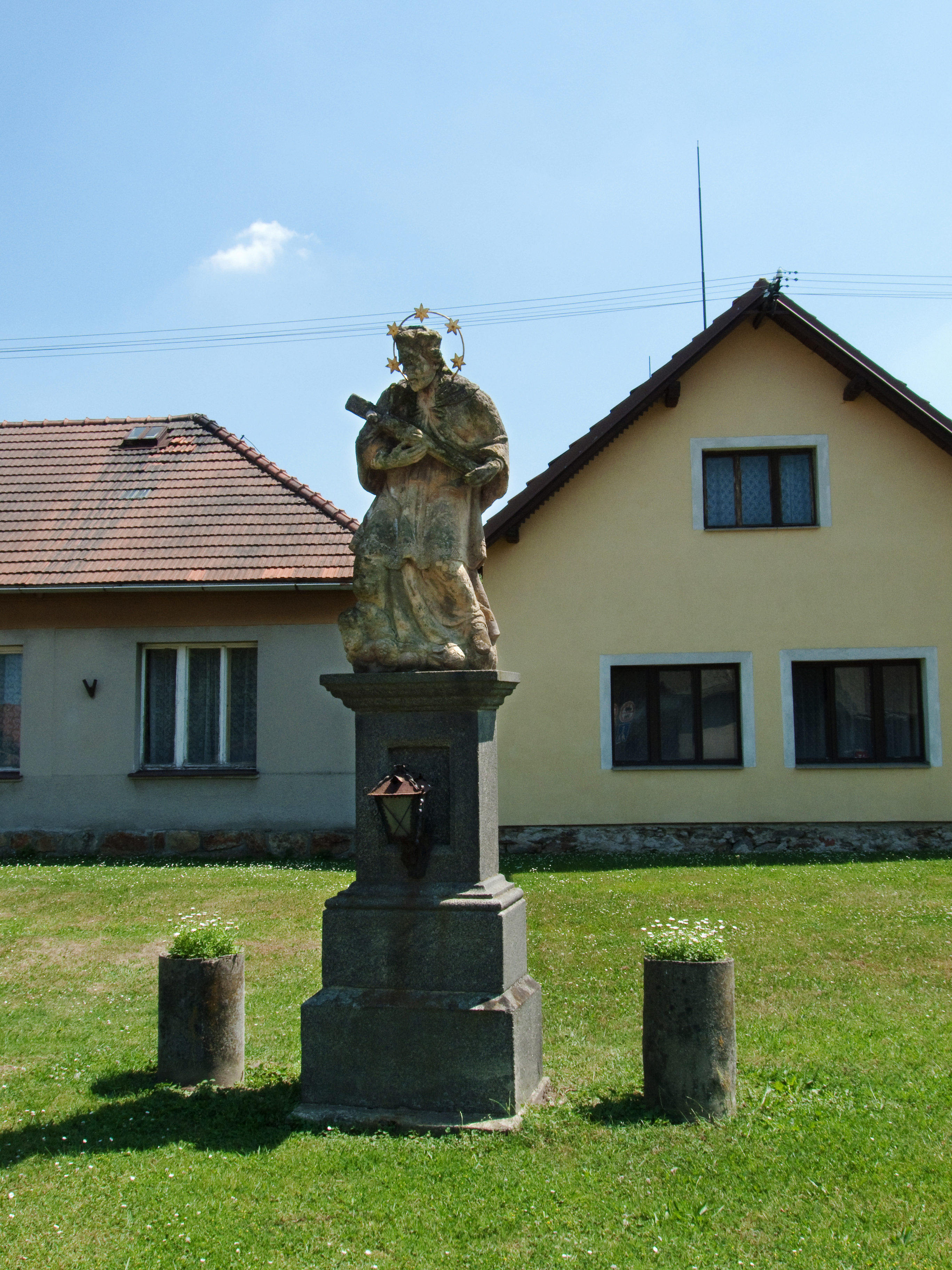
Statue des hl. Johannes von Nepomuk

Zdislavice (deutsch Zdislawitz, auch Sdislawitz) ist eine Minderstadt in Tschechien. Sie liegt sechs Kilometer südöstlich von Vlašim und gehört zum Okres Benešov.

## Geographie
Zdislavice befindet sich am Bach Štěpánovský potok in der Vlašimská pahorkatina (Wlaschimer Hügelland). Durch den Ort führt die Staatsstraße II/127 zwischen Trhový Štěpánov und Načeradec, am westlichen Ortsrand verläuft die Bahnstrecke Benešov u Prahy–Trhový Štěpánov. Östlich erhebt sich die Javornická hůra (583 m n.m.), im Südosten der Zelený vrch (483 m n.m.) und der Židův kopec (485 m n.m.) sowie südwestlich die Bučina (519 m n.m.).
Nachbarorte sind Kladruby, Rataje und Úlehle im Norden, Trhový Štěpánov und Chlum im Nordosten, Javorník und Staré Peklo im Osten, Nové Peklo, Mnichovice und Kuňovice im Südosten, Chmelná, Miřetice, Malovidy und Kudrnův Mlýn im Süden, Čihákov, Vracovice und Bolina im Südwesten, Loreta und Bolinka im Westen sowie Vlašim, Řimovice und Pavlovice im Nordwesten.

## Geschichte
Wahrscheinlich zu Beginn des 9. Jahrhunderts wurde an der von Salzburg nach Prag führenden Salzstraße ein Festes Haus errichtet, das auch als Herberge für die Salzfuhrleute diente. An der Nordseite errichteten die Besitzer der Feste auf ihrem Begräbnisplatz eine Stele. Die Stele entwickelte sich später zu einem Ort religiöser Zeremonien; an ihr wurde ein Bildnis der Apostel Petrus und Paulus angebracht und in ihrem First ein zweiarmiges Kreuz aufgesetzt. Es entstand ein steinerner Altar, der später vom Besitzer der Feste, Templář, mit einer Mauer umgeben wurde und ein Schutzdach erhielt. Die Entstehungszeit dieser ersten Kirche wird zu Beginn des 10. Jahrhunderts angenommen, als die Priester Kyrill und Methods das Mährerreich verlassen mussten.
Die erste urkundliche Erwähnung der nach ihrem Gründer Zdislav benannten Siedlung Zdislavice erfolgte 1352. Die Besitzer der Feste verwendeten das Prädikat von Zdislavic und führten ein Wildschwein im Wappen. Die Brüder Beneš und Heřman, die von 1355 bis 1362 die Feste besaßen, führten 1355 als Patrone der Kirche einen neuen Pfarrer ein, nachdem sein Vorgänger gestorben war. Im Jahre 1363 hatte Heřman von Zdislavic das Kirchpatronat inne. Die Vladikenfamilie von Zdislavic starb bald danach aus. Die Feste erlosch zum Ende des 14. Jahrhunderts. Danach wurde das Gut Zdislavice zu den Besitzungen der Burg Vlašim zugeschlagen. Im Jahre 1418 führte Jan von Chotěmice und Vlašim einen neuen Pfarrer in Zdislavice ein. Im Jahre 1547 trennten die Brüder Burian und Ferdinand Trčka von Lípa das Gut Zdislavice von der Herrschaft Vlašim ab und verkauften es an den Ritter Peter von Újezd, der sich in Zdislavice einen neuen Sitz errichten ließ. Peter von Újezd veräußerte das Gut nach einiger Zeit an Václav Čejka von Olbramovice, der es an seine Herrschaft Kácov anschloss. Václav Čejka erhob Zdislavice zum Städtchen, erteilte ein Wappen sowie Privilegien für sieben Jahrmärkte auf Wolle, Krämerwaren, Rindvieh und Pferde.
Nachfolgender Besitzer war Karel d. Ä. Čejka von Olbramovice. Wegen seiner Teilnahme am Böhmischen Aufstand 1618 wurde die Herrschaft Kácov konfisziert und 1623 an Johann Baptist Verda von Verdenberg verkauft. Der letzte kalixtinische Pfarrer musste das Städtchen im Jahre 1624 auf der Grundlage eines kaiserlichen Mandates verlassen; die Pfarrei Zdislavice erlosch damit, die Kirche wurde danach von Vlašimer Pfarrern mitversorgt. 1626 trat Verda die Herrschaft Kácov an Johann Oktavian Kinsky von Wchinitz und Tettau auf Chlumetz und Zasmuk ab. Kinsky verkaufte im Jahr darauf einen Teil der Herrschaft mit dem Städtchen und dem Meierhof Zdislavice sowie den Dörfern Rataje ovesné, Chlum, Javorník, Sedmipansko (Sedmpány) und Řimovice für 22.500 Schock Meißner Groschen an den Besitzer der Herrschaft Vlašim, Friedrich von Talmberg. 1627 wurden die Einwohner von Zdislavice zur Rückkehr zum Katholizismus oder zum Verlassen des Landes aufgefordert. Die verlassenen Grundstücke der Exulanten schlug Talmberg dem Meierhof zu. 1645 wurde an neuer Stelle eine neue hölzerne Kirche errichtet, da die alte Kirche als unzureichend angesehen wurde.
Ab 1684 verwalteten die Pfarrer von Kondrac die Kirche und ihren Grundbesitz. Jährlich zu Peter und Paul war die Kirche Ziel von Prozessionen aus Vlašim und Trhový Štěpánov, die nach dem Gottesdienst zur Stele am Platz der alten Kirche zogen. Am 7. Mai 1699 brannte das gesamte Städtchen ab. Der Besitzer der Herrschaft Vlašim, Franz Anton von Weissenwolff, ließ 1701 eine neue Kirche errichten. 1744 erwarben die Fürsten von Auersperg die Herrschaft Vlašim. 1767 erfolgte der Bau eines Rathauses.
Durch den verheerenden Pestausbruch von 1772 war der um die Kirche befindliche Friedhof bald überfüllt; im eingepfarrten Dorf Bolina starben beispielsweise zwei Drittel der Einwohner. Über 100 Tote mussten in der Kirche begraben werden; weitere am Kirchturm, so dass beim Zugang zum Turm zwei Gräber übersprungen werden mussten. Der Kondracer Pfarrer Radiměřský ließ am südlichen Stadtrand einen neuen Friedhof anlegen und an einer Ecke des Friedhofes ein neues Totenhaus bauen. Zum Ende des 18. Jahrhunderts wurde die Stele bei der Kirche auf Veranlassung von Kaiser Joseph II. entfernt und die Wallfahrten eingestellt. Auf Kosten des Religionsfonds wurde 1787 wieder eine Pfarrei in Zdislavice eingerichtet. Neuer Pfarrer wurde der ehemalige Mönch Johann Bonaventura Böhnisch aus dem aufgehobenen Karmelitenkloster St. Gallus in Prag. Der Meierhof wurde 1797 aufgehoben und seine Fluren parzelliert und verkauft. Zu Beginn des 19. Jahrhunderts beschloss Pfarrer Böhnisch den trostlosen Zustand der Kirche zu beenden und ließ die Toten wieder ausgraben; die Gebeine wurden auf den neuen Friedhof verbracht und dort gereinigt. 1810 begann Böhnisch an der Stelle des Totenhauses des alten Friedhofs mit der Errichtung eines Ossariums, das er 1812 der Öffentlichkeit zugänglich machte.
Im Jahre 1843 bestand der unweit der Pilgramer Straße im Kauřimer Kreis gelegene Markt Zdislawitz aus 101 Häusern, in denen 745 Personen, darunter zwei jüdische Familien, lebten. Unter dem Patronat des Religionsfonds standen die Pfarrkirche zu den Aposteln Peter und Paul, die Pfarrei und die Schule. Außerdem gab es im Ort ein Rathaus und dominikales Wirtshaus. Zdislawitz war Pfarrort für Bolina, Ratay, Řimowitz, Malowid (Malovidy) und Miřetitz. Bis zur Mitte des 19. Jahrhunderts blieb Zdislawitz der Allodialherrschaft Wlaschim untertänig.
Nach der Aufhebung der Patrimonialherrschaften bildete Zdislavice ab 1849 eine Marktgemeinde im Gerichtsbezirk Wlašim. Ab 1868 gehörte der Markt zum Bezirk Beneschau. 1869 hatte Zdislavice 716 Einwohner und bestand aus 105 Häusern. Im Jahre 1889 erfolgte der Bau eines neuen Rathauses, das wie sein Vorgänger ebenerdig war. Im Jahre 1900 lebten in Zdislavice 696 Menschen, 1910 waren es 710. In den Jahren 1921 bis 1922 wurde das Rathaus aufgestockt und erhielt ein Obergeschoss. 1930 hatte Zdislavice 653 Einwohner und bestand aus 130 Häusern. Am 15. August 1937 wurde der Markt Teil des neuerrichteten Okres Vlašim / Bezirk Wlaschim. Nach dem Februarumsturz von 1948 sank Zdislavice zum Dorf herab. Im Zuge der Gebietsreform von 1960 und der Aufhebung des Okres Vlašim wurde die Gemeinde wieder dem Okres Benešov zugeordnet. Beim Zensus von 2001 lebten in den 172 Häusern von Zdislavice 529 Personen. Seit 2006 besitzt der Ort wieder den Status eines Městys.

## Gemeindegliederung
Für den Městys Zdislavice sind keine Ortsteile ausgewiesen. Zu Zdislavice gehören die Einschichten Nové Peklo und Staré Peklo.
Das Gemeindegebiet bilden den Katastralbezirk Zdislavice u Vlašimi.

## Sehenswürdigkeiten
- Kirche St. Peter und Paul, seit 1355 ist eine Pfarrkirche nachweislich. Die alte Kirche befand sich über dem Tal des Štěpánovský potok neben der Feste am Platz des Hauses Nr. 84 und entstand bei einer zu frühchristlicher Zeit als Gottesdienstplatz genutzten Stele. Im Jahre 1645 wurde an der heutigen Stelle eine neue hölzerne Kirche mit Friedhof errichtet. 1701 wurde die Kirche auf Veranlassung von Franz Anton von Weissenwolff anstelle des 1699 abgebrannten Vorgängerbaus als steinerner Bau mit Holzdecken wieder errichtet. Nachdem am 3. November 1833 – nach dem Ende der Sonntagsmesse – die Kirchendecke herunter gefallen war, wurde die Kirche 1839 neu überwölbt. Der Kirchturm wurde 1898 erhöht, bis dahin reichte er nur bis zum Gesims des Schiffes. 1914 erhielt die Kirche eine neue Orgel aus der Werkstatt Skopek in Tábor.
- Ossarium, errichtet 1810–1812 durch den Pfarrer Böhnisch neben der Kirche an der Stelle des Totenhauses des alten Friedhofes. Die Gebeine stammen von Opfern der Pestepidemie von 1772, die wegen Überfüllung des Friedhofes in der Kirche und vor dem Eingang zum Kirchturm begraben werden mussten.
- Pfarrhaus, errichtet 1787 nach Wiedererrichtung der Pfarrei. Das alte, 1624 aufgegebene Pfarrhaus, stand oberhalb der alten Kirche am Platz des Hauses Nr. 51. 1867 wurde das Pfarrhaus umgebaut, da es dem Pfarrer und dem Kaplan zu klein war.
- Barocke Statue des Johannes von Nepomuk, geschaffen Ende des 18. Jahrhunderts
- Mehrere Wegekreuze